# Shy Lake
Der Shy Lake ist ein Gebirgssee im Southland District der Region Southland auf der Südinsel von Neuseeland.

## Geographie
Der Shy Lake befindet sich rund 2,7 km nördlich des Wet Jacket Arm und rund 12 km östlich der Acheron Passage zwischen bis zu 1336 m hohen Bergen. Der See selbst, der von verschiedenen kleinen Bächen gespeist wird und seinen Abfluss zum Wet Jacket Arm an seinem südlichen Ende findet, liegt auf einer Höhe von 458 m. Mit einer Flächenausdehnung von rund 47,8 Hektar erstreckt sich der See über eine Länge von rund 920 m in Nordnordwest-Südsüdost-Richtung und besitzt an seiner breitesten Stelle eine Ausdehnung von rund 690 m. Der Seeumfang beträgt rund 2,8 km.